# Britta Andersen
Britta Andersen (* 19. Dezember 1979 in Aarhus) ist eine dänische Badmintonspielerin.

## Karriere
1997 konnte Britta Andersen ihre ersten großen internationalen Erfolge erringen, als sie bei der Badminton-Junioreneuropameisterschaft Gold im Mixed und Silber im Damendoppel gewann. 1999 gewann sie die Bitburger Open und die Scottish Open, 2000 war sie bei den Slovenian International, Romanian International, Portugal International und Czech International erfolgreich und gewann den EBU Circuit des Jahres. 2006 wurde sie erstmals dänische Meisterin, 2010 siegte sie bei den Swedish International Stockholm.

## Sportliche Erfolge
| Saison    | Veranstaltung                                    | Disziplin   | Platz | Name                                                 |
| --------- | ------------------------------------------------ | ----------- | ----- | ---------------------------------------------------- |
| 1993/1994 | Dänemark: Einzelmeisterschaften der Junioren U15 | Damendoppel | 1     | Britta Andersen / Lene Mørk, Viby J                  |
| 1993/1994 | Dänemark: Einzelmeisterschaften der Junioren U15 | Dameneinzel | 1     | Britta Andersen, Viby J                              |
| 1993/1994 | Dänemark: Einzelmeisterschaften der Junioren U15 | Mixed       | 1     | Søren Sørensen, Horsens / Britta Andersen, Viby J    |
| 1995/1996 | Dänemark: Einzelmeisterschaften der Junioren U17 | Mixed       | 1     | Peter Steffensen, Herning / Britta Andersen, Viby J  |
| 1995/1996 | Dänemark: Einzelmeisterschaften der Junioren U17 | Damendoppel | 1     | Britta Andersen / Lene Mørk, Viby J                  |
| 1995/1996 | Dänemark: Einzelmeisterschaften der Junioren U17 | Dameneinzel | 1     | Britta Andersen, Viby J                              |
| 1996      | Nordische Juniorenmeisterschaften                | Mixed       | 1     | Ove Svejstrup / Britta Andersen                      |
| 1996      | Nordische Juniorenmeisterschaften                | Damendoppel | 1     | Christina Sørensen / Britta Andersen                 |
| 1996/1997 | Dänemark: Einzelmeisterschaften der Junioren U19 | Mixed       | 1     | Ove Svejstrup, Randers / Britta Andersen, Viby J.    |
| 1997      | Junioren-Europameisterschaft                     | Mixed       | 1     | Ove Svejstrup / Britta Andersen                      |
| 1997      | Junioren-Europameisterschaft                     | Damendoppel | 2     | Jane Jacoby / Britta Andersen                        |
| 1997/1998 | Dänemark: Einzelmeisterschaften der Junioren U19 | Mixed       | 1     | Kristian Langbak, Randers / Britta Andersen, Viby J. |
| 1997/1998 | Dänemark: Einzelmeisterschaften der Junioren U19 | Damendoppel | 1     | Lene Mørk, Horsens / Britta Andersen, Viby J.        |
| 1999      | Bitburger Open                                   | Damendoppel | 1     | Lene Mørk / Britta Andersen                          |
| 1999      | Scottish Open                                    | Mixed       | 1     | Kristian Langbak / Britta Andersen                   |
| 2000      | Slovenian International                          | Mixed       | 1     | Mathias Boe / Britta Andersen                        |
| 2000      | Czech International                              | Damendoppel | 1     | Lene Christiansen Mørk / Britta Andersen             |
| 2000      | Romanian International                           | Mixed       | 1     | Mathias Boe / Britta Andersen                        |
| 2000      | Czech International                              | Mixed       | 1     | Mathias Boe / Britta Andersen                        |
| 2000      | Portugal International                           | Damendoppel | 1     | Lene Christiansen Mørk / Britta Andersen             |
| 2000      | Romanian International                           | Damendoppel | 1     | Lene Christiansen Mørk / Britta Andersen             |
| 2000      | Slovenian International                          | Damendoppel | 1     | Lene Christiansen Mørk / Britta Andersen             |
| 2000      | Polnische Internationale Meisterschaften         | Damendoppel | 2     | Lene Christiansen Mørk / Britta Andersen             |
| 2000/2001 | EBU Circuit                                      | Damendoppel | 1     | Lene Christiansen Mørk / Britta Andersen             |
| 2000/2001 | EBU Circuit                                      | Mixed       | 1     | Britta Andersen                                      |
| 2001      | Austrian International                           | Mixed       | 1     | Mathias Boe / Britta Andersen                        |
| 2004      | Dutch International                              | Mixed       | 2     | Tommy Sørensen / Britta Andersen                     |
| 2004      | Bitburger Open                                   | Mixed       | 1     | Rasmus Andersen / Britta Andersen                    |
| 2004      | Czech International                              | Damendoppel | 1     | Britta Andersen / Mie Schjøtt-Kristensen             |
| 2004      | Czech International                              | Mixed       | 1     | Jesper Thomsen / Britta Andersen                     |
| 2004      | Austrian International                           | Mixed       | 1     | Jesper Thomsen / Britta Andersen                     |
| 2005/2006 | Dänemark: Einzelmeisterschaften                  | Damendoppel | 1     | Britta Andersen / Mette Schjoldager, Hvidovre        |
| 2006      | Finnish International                            | Mixed       | 1     | Jonas Rasmussen / Britta Andersen                    |
| 2007      | Spanish International                            | Mixed       | 1     | Joachim Fischer Nielsen / Britta Andersen            |
| 2010      | Swedish International Stockholm                  | Mixed       | 1     | Mads Pieler Kolding / Britta Andersen                |